# Christel Apostel
Christel Apostel (* 15. Mai 1935 in Homberg; † 5. Februar 2022 in Moers) war eine deutsche Politikerin (SPD). Sie war von 1994 bis 1996 Landrätin des Kreises Wesel.

## Leben
Christel Apostel trat im Februar 1969 in die SPD ein. 1975 wurde sie in den Kreistag des im selben Jahr entstandenen Kreises Wesel gewählt. Von 1984 bis 1994 war sie stellvertretende Landrätin des Kreises, danach bis 1996 Landrätin. Nach der Wahl von Bernhard Nebe zum ersten hauptamtlichen Landrat des Kreises wurde sie erneut stellvertretende Landrätin. 1999 schied sie aus dem Kreistag aus.
Christel Apostel war im Vereinsleben engagiert. Sie leitete 14 Jahre den Ortsverband Moers-Repelen des Sozialverbandes VdK und war mehrere Jahre stellvertretende Vorsitzende des Verbandes auf Kreisebene. Sie war jeweils Gründungsmitglied der Vereine „Hilfe für die Philippinen“ und „Erinnern für die Zukunft“.
Christel Apostel war seit 1956 mit Rudolf Apostel verheiratet und hatte vier Kinder sowie elf Enkelkinder. Sie hatte einen jüngeren Bruder. Ihr Vater war im Krieg gefallen. Sie wurde auf dem Friedhof in Repelen beigesetzt.

## Auszeichnungen
- 2004: Bundesverdienstkreuz am Bande